# La forma delle nuvole
La forma delle nuvole è l'album di debutto della cantante italiana Linda Valori, pubblicato nel 2005

## Descrizione
Contiene la canzone Aria, sole, terra e mare, presentata al Festival di Sanremo 2004, arrivata terza nella classifica generale della manifestazione . Anche L'anima che ho è stata estratta come singolo.

## Tracce
1. Cancellerò
2. Dimmi chi c'è
3. Aria sole terra e mare
4. Domani stai con me
5. L'angelo del nulla
6. Un dubbio
7. Qualcosa che
8. Sciò via
9. E vai
10. L'anima che ho
11. Favola